# Chrysotus neopicticornis
Chrysotus neopicticornis är en tvåvingeart som beskrevs av Robinson 1967. Chrysotus neopicticornis ingår i släktet Chrysotus och familjen styltflugor.
Artens utbredningsområde är South Carolina. Inga underarter finns listade i Catalogue of Life.